# Pine Mountain (hrabstwo Harris)
Pine Mountain – miasto w Stanach Zjednoczonych, w stanie Georgia, w hrabstwie Harris.